# Kaski (dystrykt)

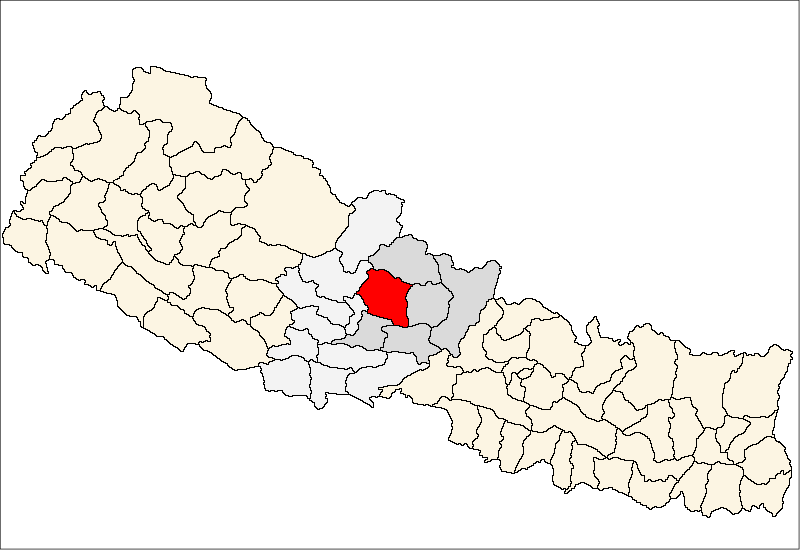
Dystrykt Kaski

Dystrykt Kaski (nep. कास्की) – jeden z siedemdziesięciu pięciu dystryktów Nepalu. Leży w strefie Gandaki. Dystrykt ten zajmuje powierzchnię 2017 km², w 2001 r. zamieszkiwało go 380 527 ludzi. Stolicą jest Pokhara.

Kaski (dystrykt)
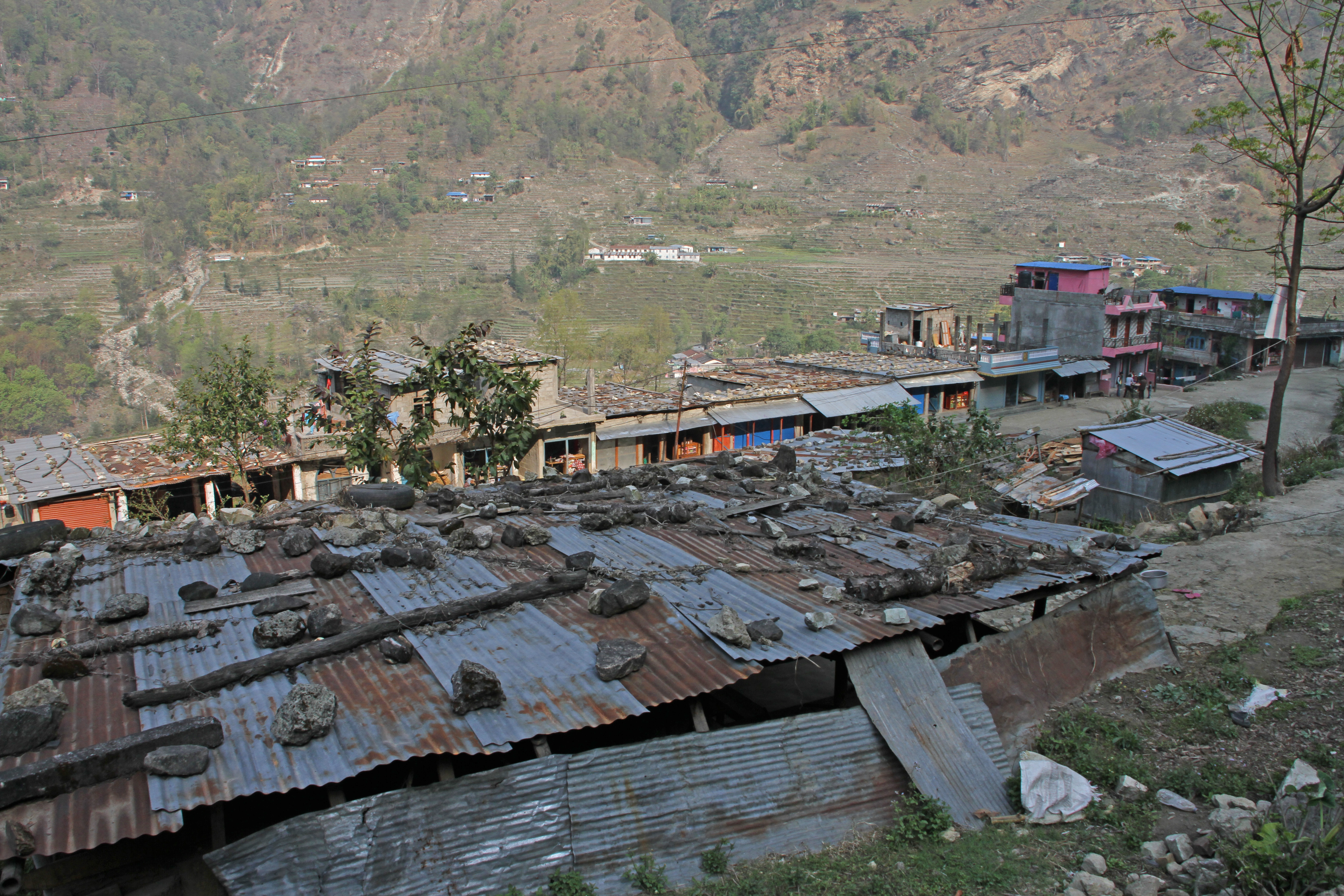
Nayapul
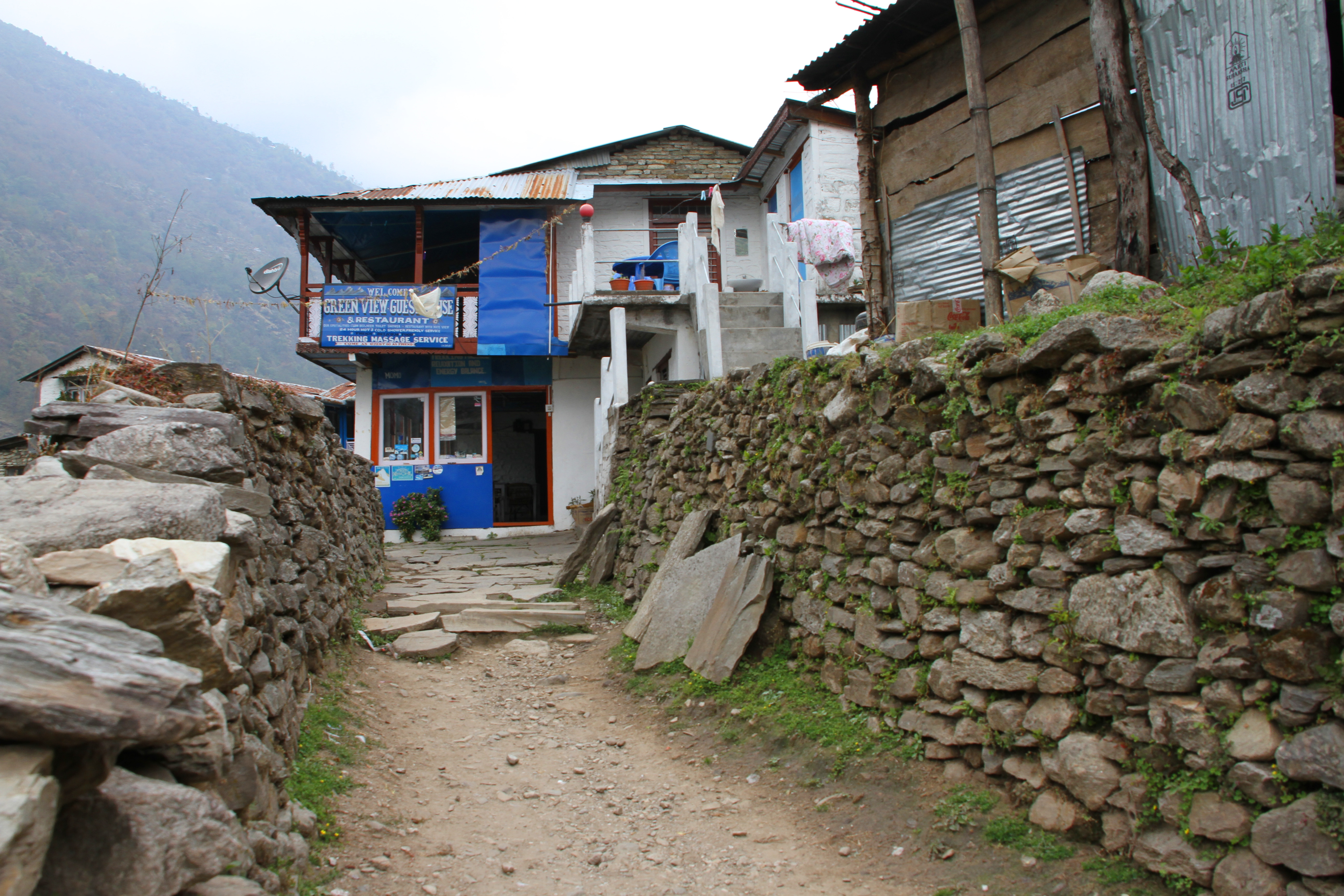
Hille
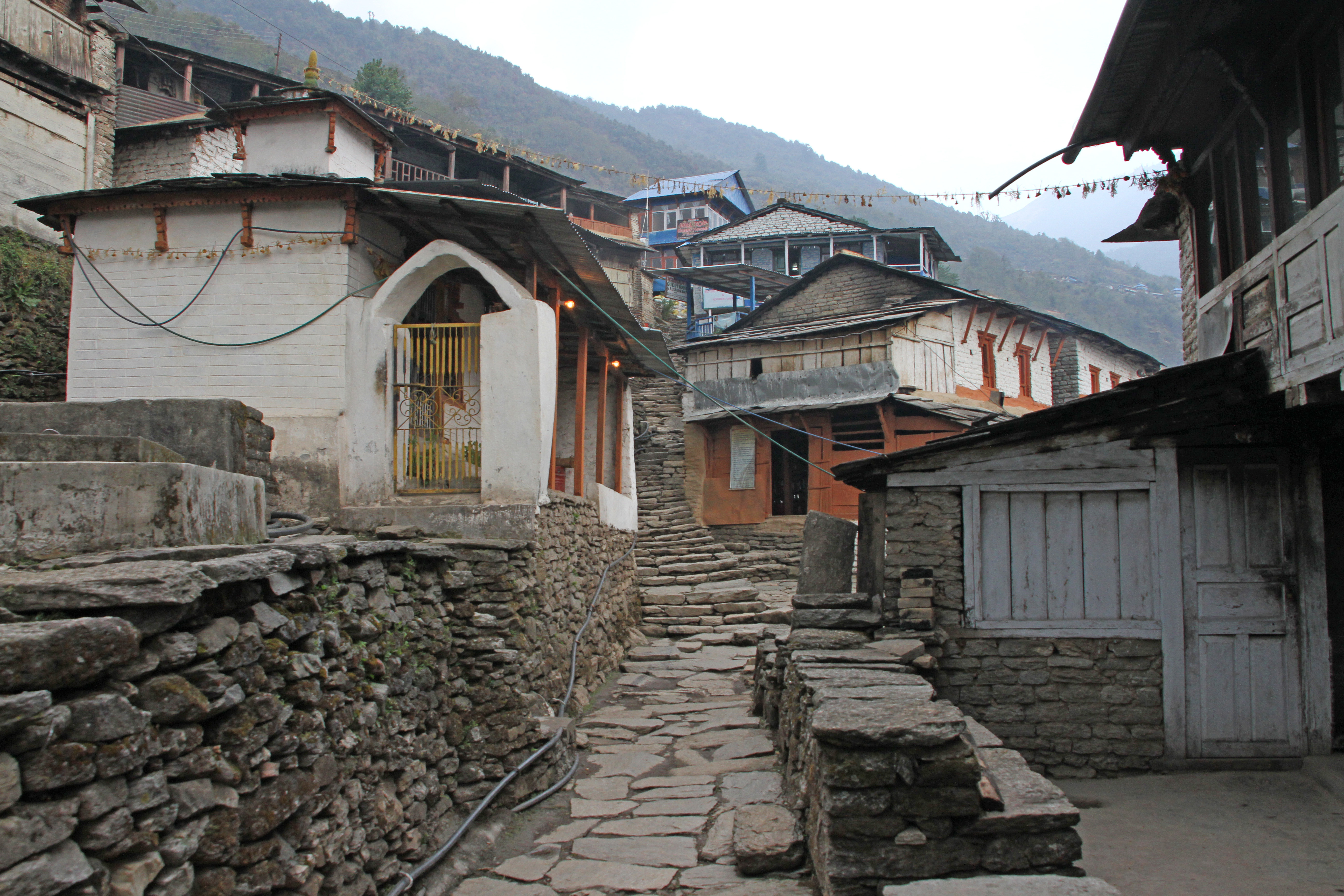
Ulleri
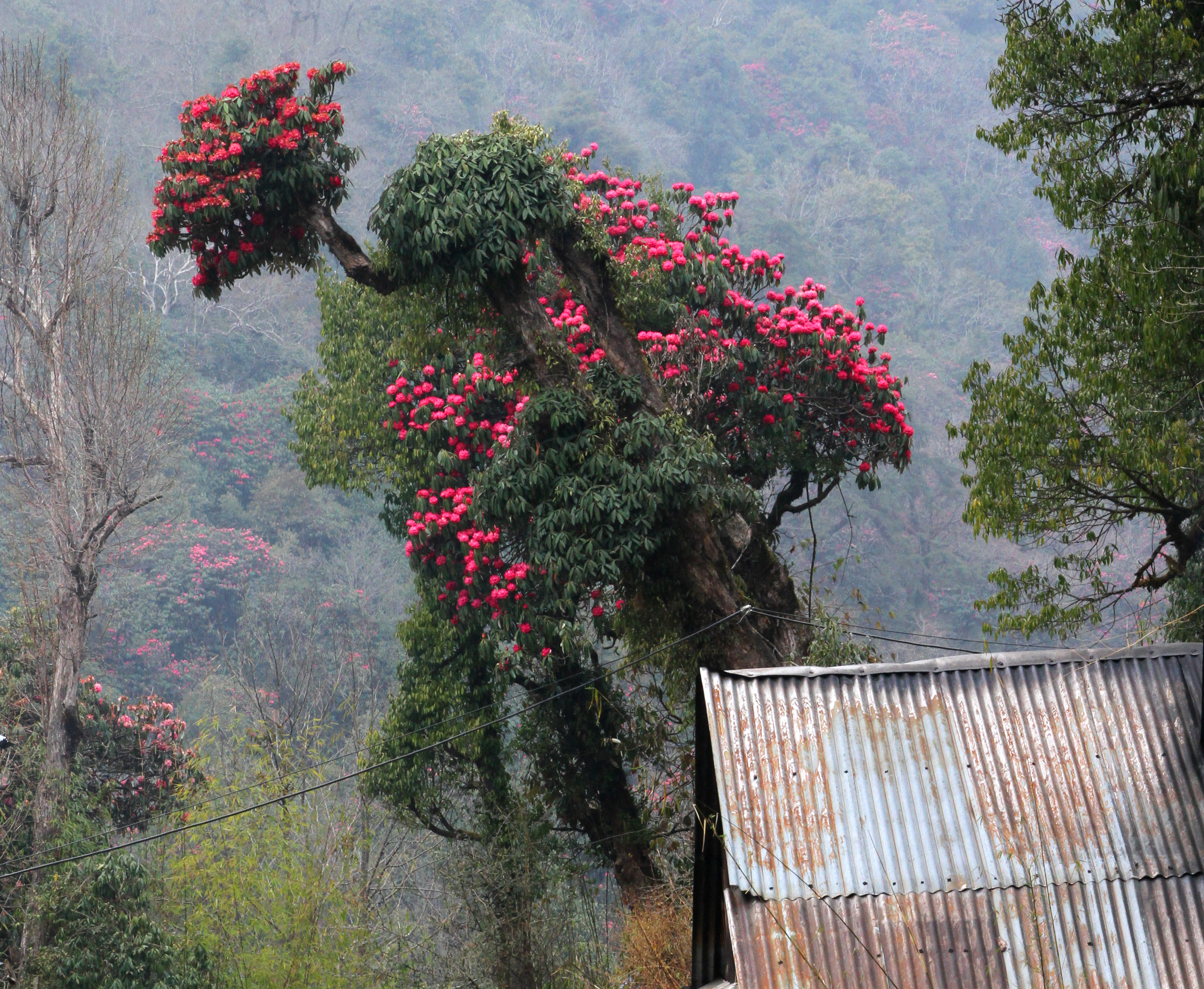
Ulleri to Ghorepani
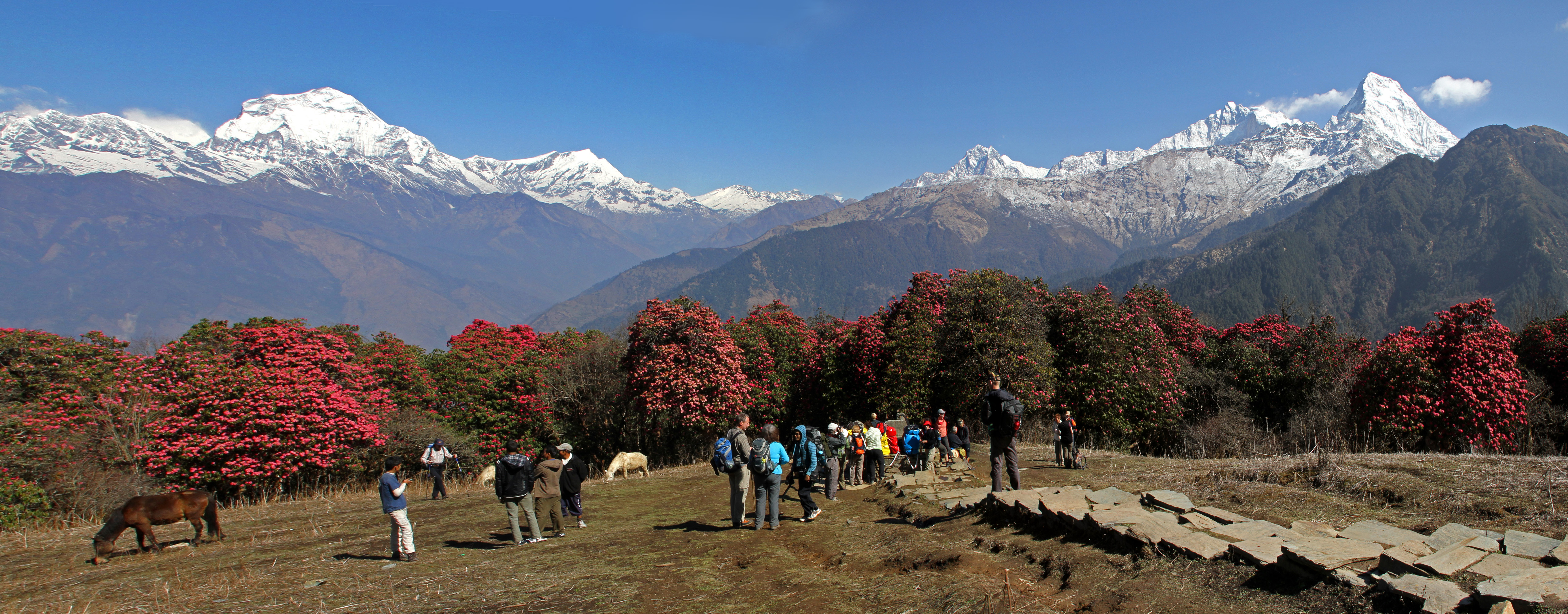
Ghorepani to Tadapani
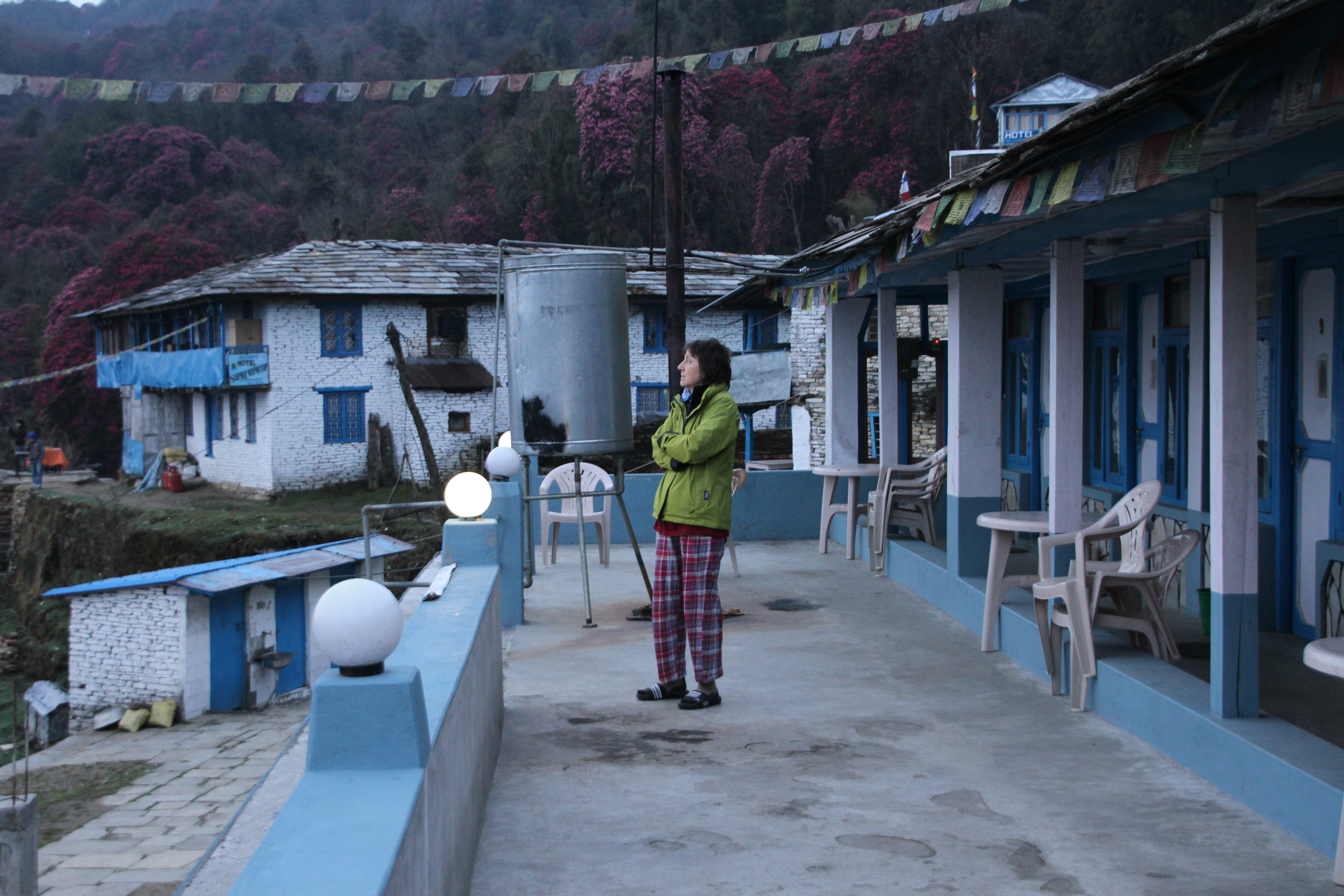
Tadapani
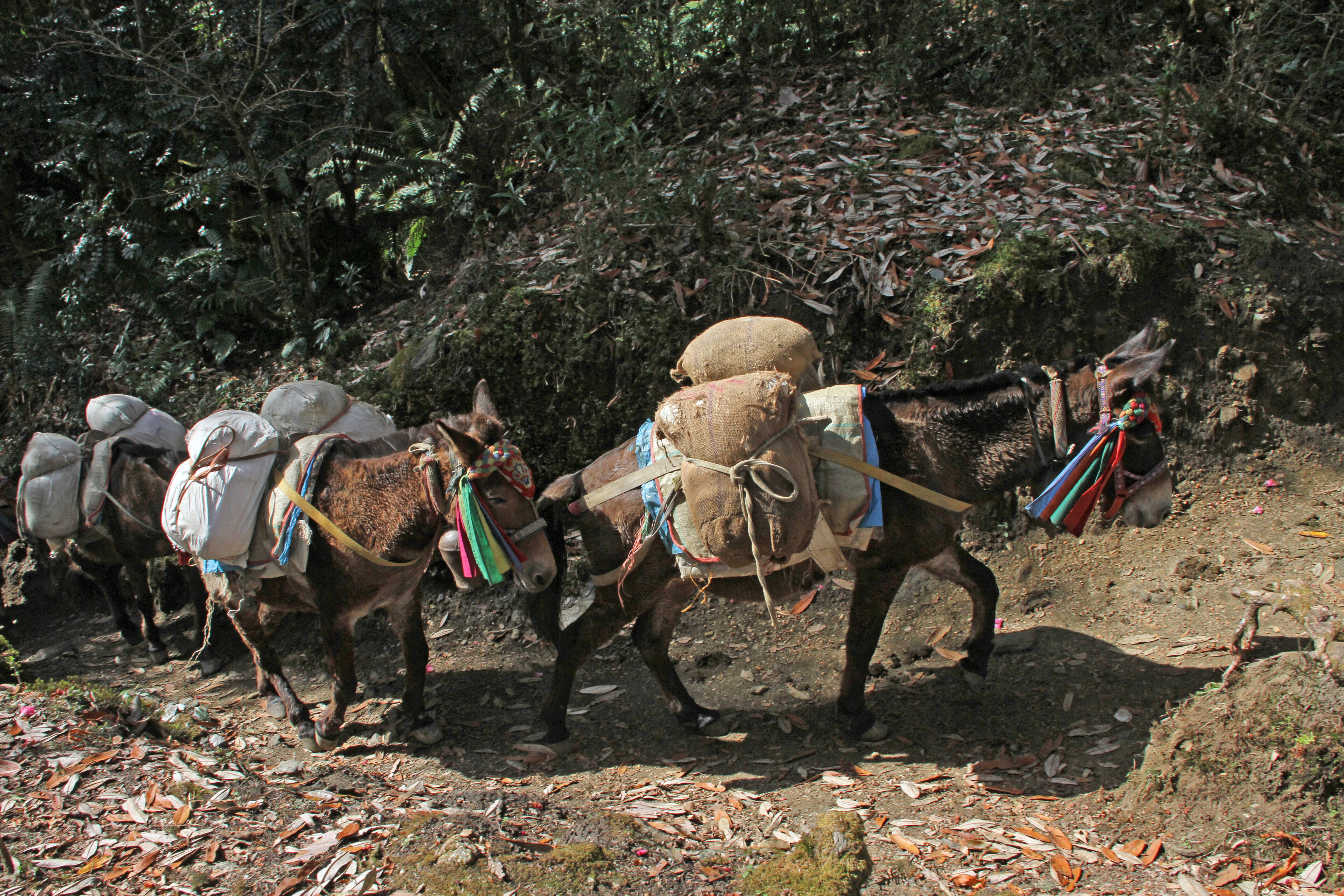
Tadapani to Ghandruk
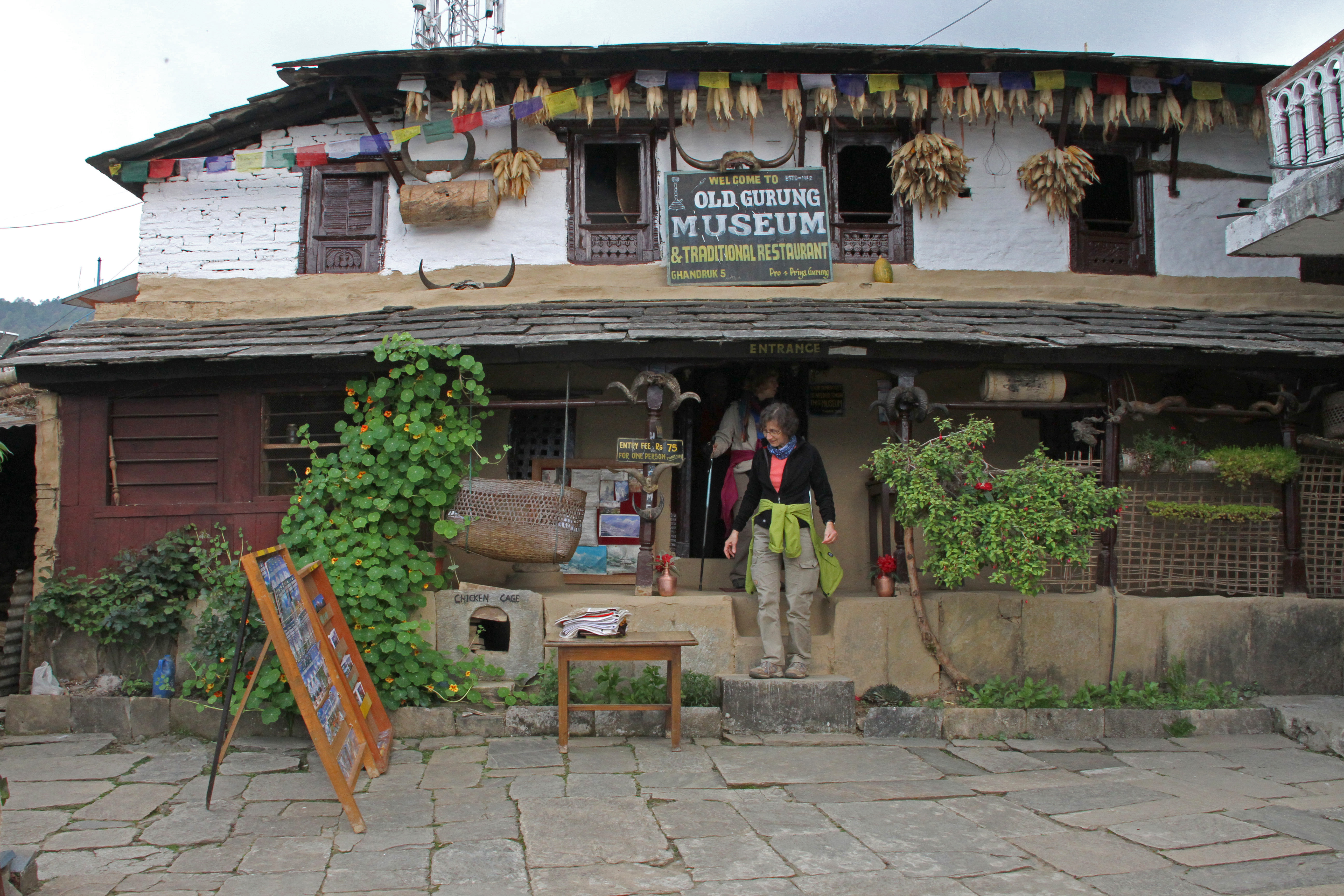
Ghandruk
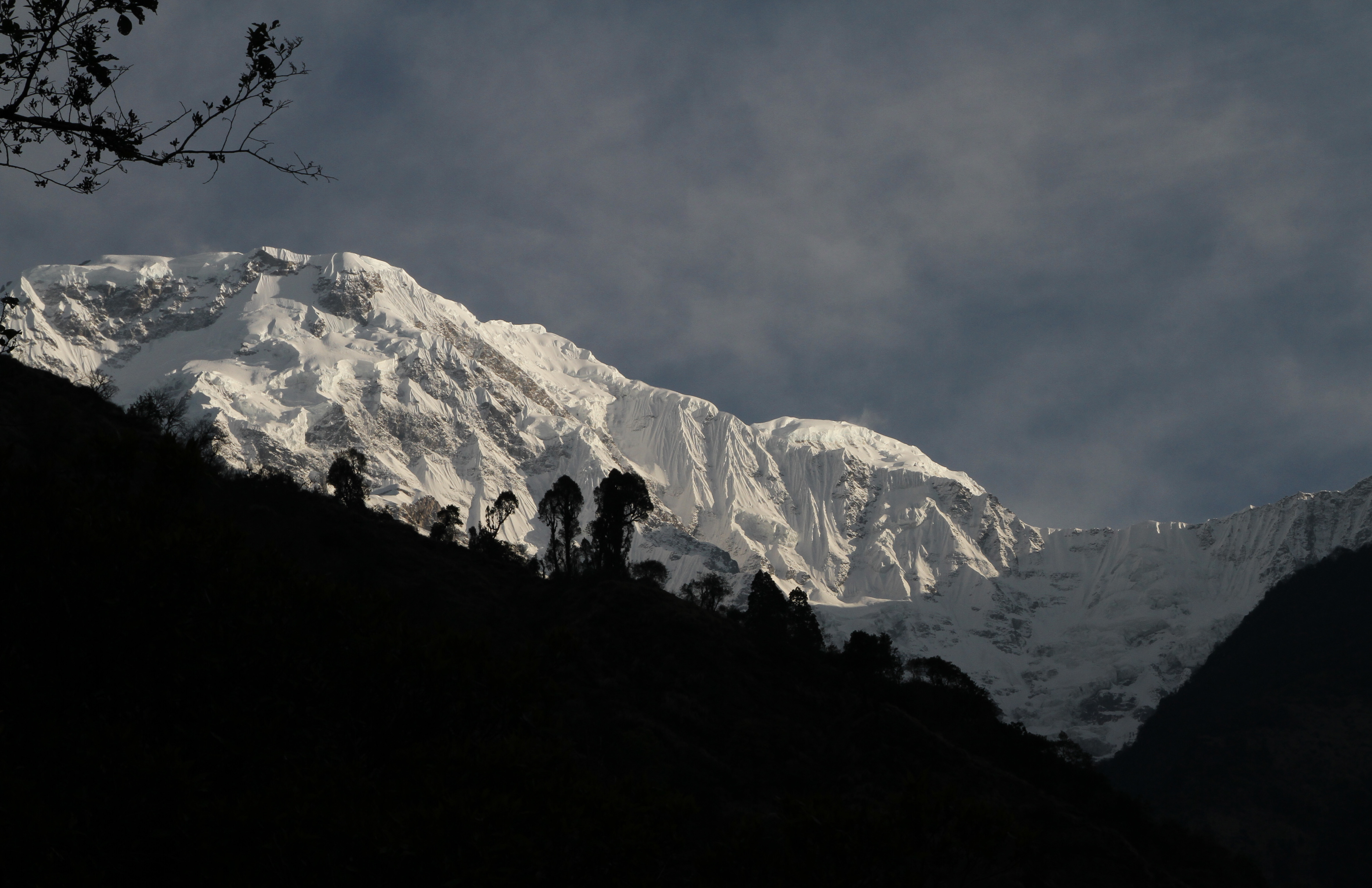
Jhinudanda
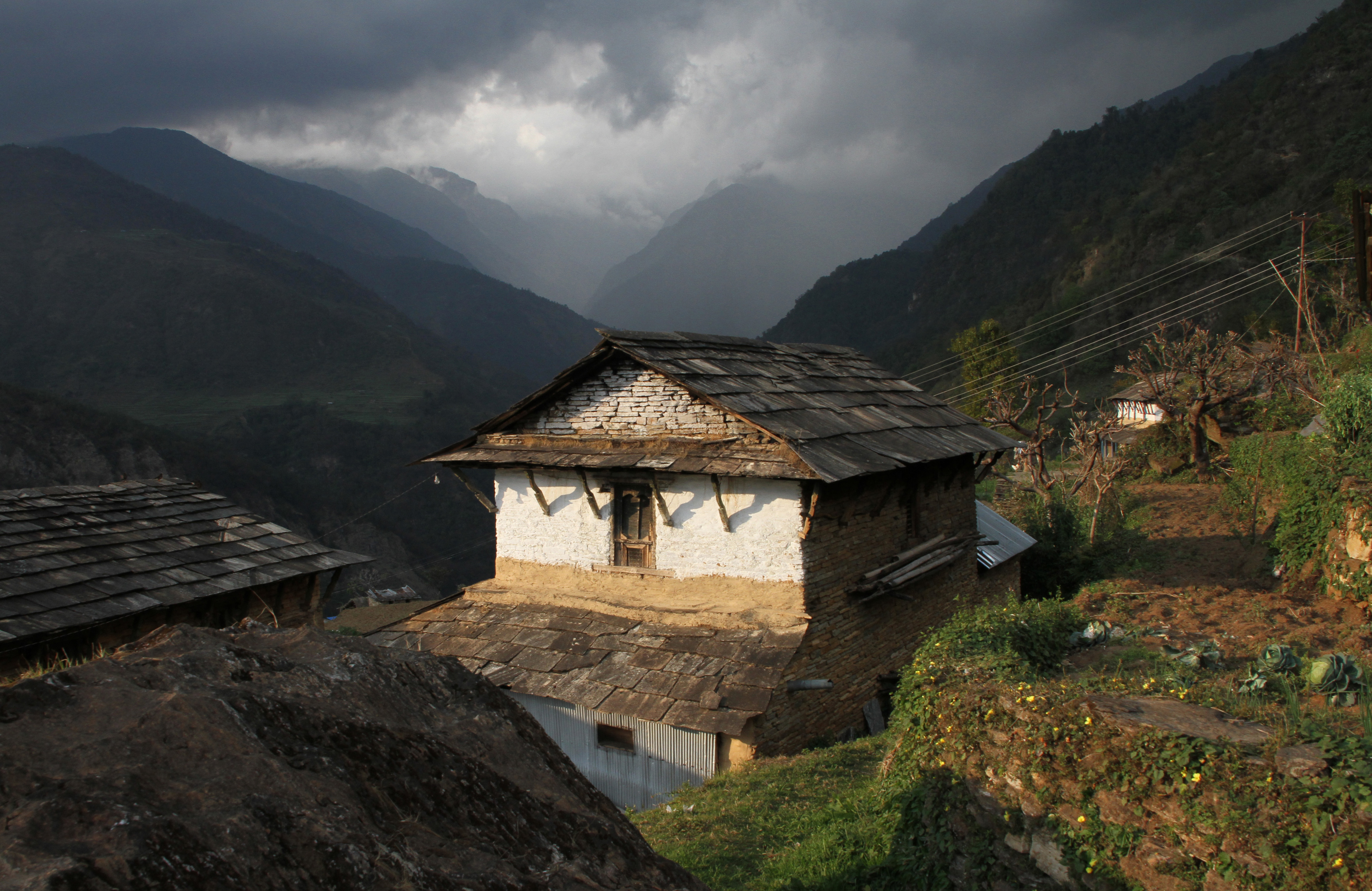
Landruk
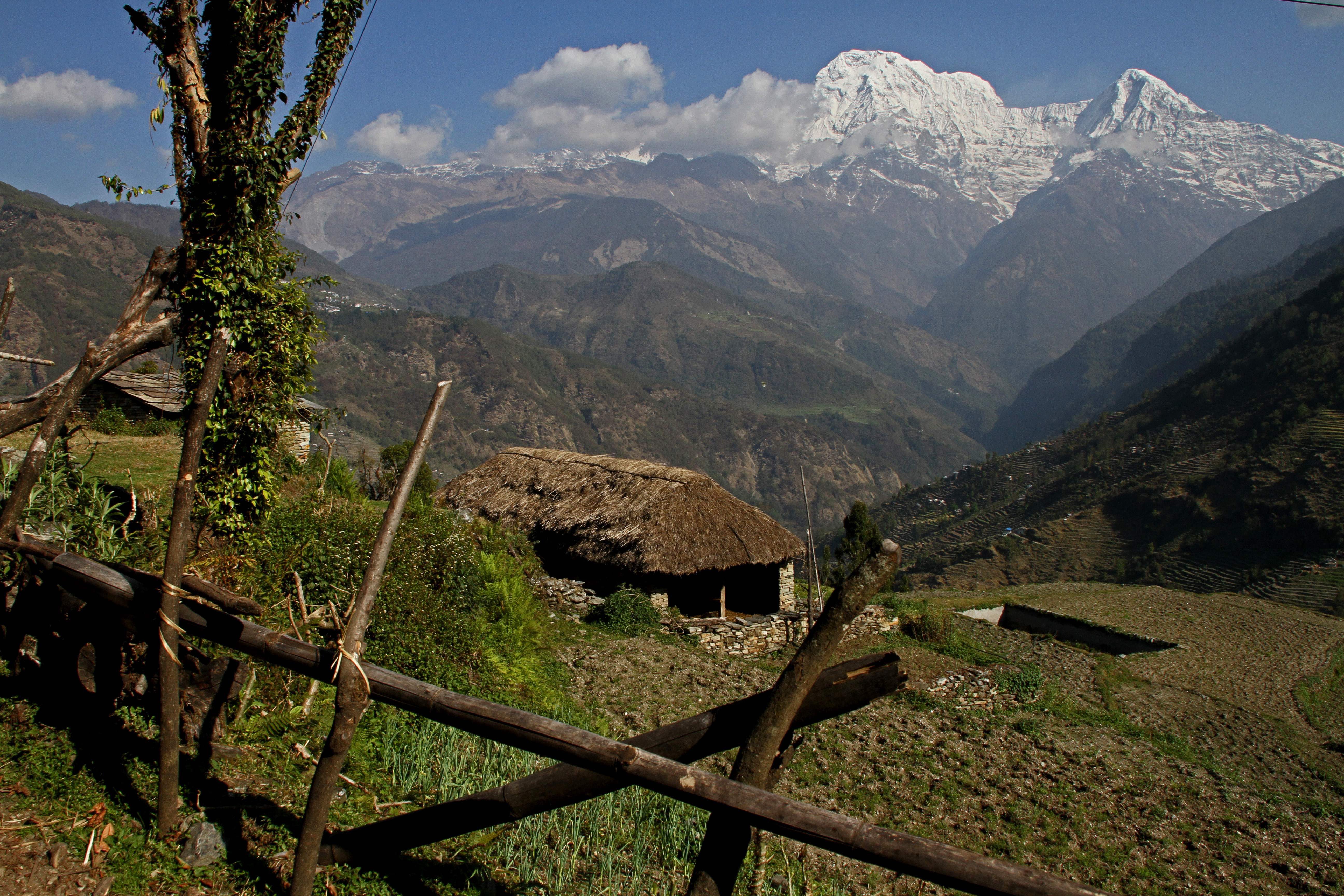
Tolka